# Thankmar

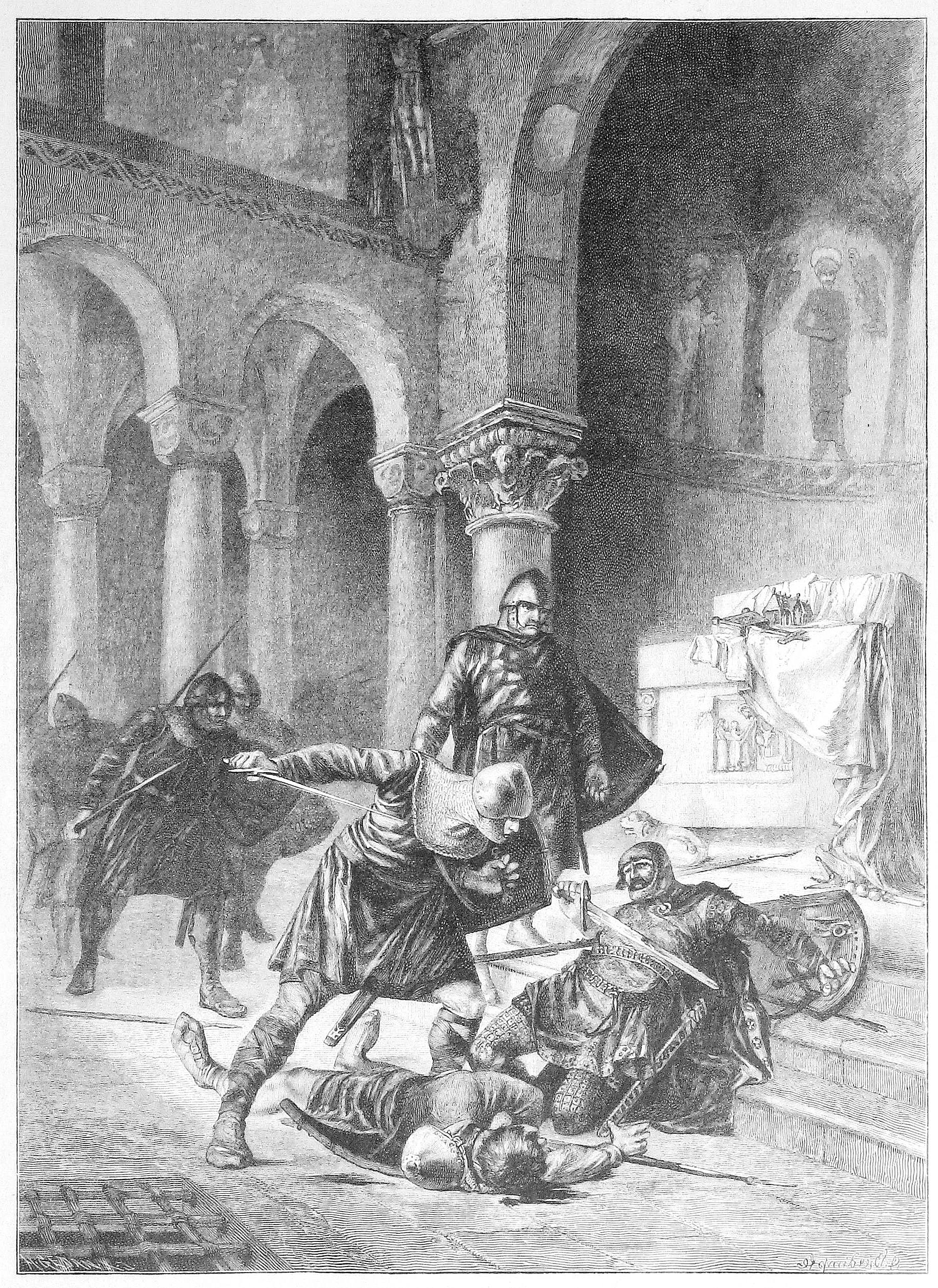
A morte de Tankmaro

Thankmar ou Tammo (c.908 – Eresburg, 28 de julho de 938) foi o filho mais velho (e único) de Henrique I da Germânia com sua primeira mulher, Hateburga (ou Liutgarda). Sua mãe havia previamente se casado e tornado-se viúva, após o quê entrou para um convento. Tendo deixado o convento para casar-se com Henrique seu segundo casamento foi considerado inválido e o casal se separou. A legitimidade de Thankmar foi sempre questionada.

## Biografia
Henrique I fez arranjos para a sua sucessão em 929 e teve esses arranjos ratificados por uma assembléia em Erforte pouco antes de sua morte. Após sua morte suas terras foram divididas entre seus quatro filhos: Thankmar, Otão I, Henrique e Bruno. Otão, entretanto, recebeu a coroa ao invés de Thankmar. A única sucessão disputada, entretanto, foi entre Otão e seu irmão mais novo, Henrique, que foi mantido em prisão domiciliar na Baviera durante a coroação e Otão.
Quando o conde Sigurdo de Merseburgo, morreu em 937, Thankmar achou que ele teria direito a ser seu sucessor já que ele era um primo da mãe de Thankmar. Otão, entretanto, nomeou Gero como sucessor de Sigurdo. Nesse ínterim, Eberardo da Francônia e Wichmann, o Velho, devido respectivamente a encorajamentos reais a um vassalo rebelde e à disposição desfavorável de feudos, se revoltaram contra Otão e Thankmar se juntou a eles. Thankmar sofreu um cerco em Eresburgo e foi morto por um certo Maginzo. Otão puniu Maginzo, em consequência, com uma morte cruel.